# Ian Beales
Ian Beales ist ein kanadischer Biathlet.
Ian Beales startet für den Foothill Nordic Ski Club. Er nahm an den Nordamerikanischen Meisterschaften im Sommerbiathlon 2008 in Canmore teil. Dort gewann er hinter Philip Eriksson und Aaron Scott die Bronzemedaille im Crosslauf-Verfolgungsrennen. In den Saisonen 2006/07, 2007/08 und 2008/09 gewann er den Alberta/Calforex-Cup in der Altersklasse Master (50+).